# 廈門道
廈門道（アモイ-どう）は中華民国北京政府により設置された福建省の道。

## 沿革
1913年（民国2年）2月12日、南路道として成立、観察使は思明県に置かれ、下部に思明、莆田、仙游、晋江、南安、恵安、安渓、同安、永春、徳化、大田の11県を管轄した。1914年（民国3年）5月23日、廈門道と改称され、観察使も道尹と改められ、同年10月には新たに金門県を管轄した。1927年（民国16年）に廃止されている。

## 行政区画
廃止直前の下部行政区画は下記の通り。（50音順）
- 安渓県
- 永春県
- 恵安県
- 思明県
- 晋江県
- 仙游県
- 大田県
- 同安県
- 徳化県
- 南安県
- 莆田県